# Alfred Liljeström
Olof Alfred Liljeström, född 26 november 1882 i Stockholm, död 11 januari 1953, var en svensk fysiker och matematiker, professor vid KTH. Han var 1909-1922 gift med Edit Harriet Rafaela Nyström och 1922 med hennes syster Margaretha Nyström, döttrar till skulptören Alfred Nyström.
Han avlade mogenhetsexamen 1902 och studerade därefter vid Stockholms högskola, där han blev 1908 filosofie licentiat och samma år filosofie doktor. Han var 1908-1930 docent i fysik vid Stockholms högskola. Han var därutöver 1910-1912 lärare i termodynamik vid KTH, 1910-1930 lärare i fysik vid Farmaceutiska institutet, 1910-1930 lärare i matematik och teoretisk mekanik vid Artilleri- och ingenjörshögskolan. Vid Sjökrigshögskolan var han 1912-1930 lärare i matematik och tillämpad mekanik och från 1913 även i elektroteknik. Han utsågs 1930 till professor i beskrivande geometri vid KTH (och efterträdde då Fritz Carlsson som lämnat professuren 1929), men tog initiativet till att befattningen från 1939 ändrades till tillämpad matematik. Han gick i pension 1948, och fick 1949 två efterföljare på varsin professur i tillämpad matematik: Carl-Gustav Esseen och Lamek Hulthén.
Han var sakkunnig i flera statliga utredningar.
Att Liljeströms lärarbefattning vid Sjökrigshögskolan 1913 utökades med elektroteknik, ska kanske förstås i ljuset av att hans avhandling från 1908 handlade om Ljusbågen som källa för elektriska svängningar, alltså gnistsändare, och att det efter Titanic-olyckan 1912 blev krav på att alla fartyg skulle ha radiosändare.